# كاميلو بيسيرا
كاميلو بيسيرا (بالإسبانية: Camilo Becerra)‏ هو سباح كولومبي، ولد في 10 أكتوبر 1980 في كالي في كولومبيا.

## وصلات خارجية
- كاميلو بيسيرا على موقع الاتحاد الدولي للسباحة (الإنجليزية)
- كاميلو بيسيرا على موقع SwimRankings.net (الإنجليزية)
- كاميلو بيسيرا على موقع اللجنة الأولمبية الدولية (الإنجليزية)
- كاميلو بيسيرا على موقع أوليمبيديا (الإنجليزية)